# El mal
Para la canción del mismo nombre, véase El mal (canción).
El mal  es una película de drama y suspenso mexicana de 1966, producida y dirigida por Gilberto Gazcón, y protagonizada por Glenn Ford, Stella Stevens, David Reynoso y Armando Silvestre. Esta película fue filmada en locaciones de Guanajuato, México.

## Trama
En un campamento alejado de la civilización, los obreros que trabajan en la construcción de una carretera se preparan para celebrar una fiesta que les haga olvidar su dura vida. La llegada de un grupo de prostitutas genera la natural expectación y alboroto entre los trabajadores. Se decide llevar a las señoritas a casa del doctor Rubén, ya que es el único lugar suficientemente limpio para que ellas se puedan arreglar. Perla, una de las chicas, se siente atraída por la extraña personalidad del doctor, quien, sin embargo, la desprecia por su forma de vida. Pasados unos días un obrero se ve atacado por un extraño mal que le vuelve loco.

## Reparto
- Glenn Ford como Reuben
- Stella Stevens como Perla
- David Reynoso como Pancho
- Armando Silvestre como Antonio
- Ariadne Welter como Blanca
- Dacia González como Maria
- Pancho Córdova como Adulto mayor
- Maura Monti como Esposa
- David Silva como Chofer de autobús
- Quintín Bulnes como Pedro
- Isela Vega
- Jorge Russek
- Raúl Martínez
- José Ángel Espinoza «Ferrusquilla»
- Gilda Mirós
- Stillman Segar
- Alicia Gutiérrez
- Aurora Clavel
- Rosa María Gallardo
- Anita Morgan
- Susana Cabrera como Esposa del Adulto mayor
- Valentín Trujillo como Jose
- José Elías Moreno como Fortunato